# Marcelo Brozović
Marcelo Brozović (* 16. listopadu 1992 Záhřeb), přezdívaný Brozo, je chorvatský profesionální fotbalista, který hraje na pozici defensivního záložníka za saúdský klub Al-Nassr FC a za chorvatský národní tým. 
Často je považován za jednoho z nejlepších defenzivních záložníků na světě.

## Klubová kariéra

### Hrvatski Dragovoljac
Brozović se narodil v Záhřebu a je odchovancem klubu NK Hrvatski Dragovoljac. Svůj profesionální debut si odbyl 24. července 2010, kdy nastoupil a odehrál celých 90 minut při prohře 1:4 s Dinamem Záhřeb. Svůj první gól vstřelil Brozović 18. března následujícího roku, jednalo se o vítězný v zápase proti Karlovaci.

### Lokomotiva Záhřeb
V červenci 2011 podepsal po sestupu Dragovoljacu smlouvu s Lokomotivou. Ve svém první sezóně v novém angažmá nastoupil do 27 ligových zápasů a čtyřikrát skóroval. Na začátku sezóny 2012/13 odehrál 6 utkání a jednou se prosadil. Následně přestoupil do rivalského Dinama.

### Dinamo Záhřeb
V srpnu 2012 podepsal Brozović sedmiletou smlouvu s Dinamem Záhřeb, kde nahradil Milana Badelje, který odešel do německého Hamburgeru SV. Brozović v klubu debutoval 14. září v domácím zápase s NK Osijek. O čtyři dny později Brozović debutoval v Lize mistrů, když odehrál celých 90 minut při domácí porážce 0:2 s Portem v prvním zápase základní skupiny.
Na svůj první gól v dresu Dinama Záhřeb si musel počkat až do 14. dubna následujícího roku, kdy vstřelil druhý gól při domácím vítězství 2:0 nad Interem Zaprešić. Brozović zakončil svou první sezónu v klubu s 30 zápasy ve všech soutěžích, ve kterých dvakrát skóroval.
S Dinamem získal v letech 2013 a 2014 mistrovský titul a v roce 2013 vyhrál chorvatský fotbalový superpohár.

### Inter Milán
Roku 2015 podepsal smlouvu s Interem Milán a stal se tak jubilejním devítistým fotbalistou, který kdy oblékl černomodrý dres tohoto italského klubu. Oficiální debut v klubu si odbyl 1. února 2015, kdy nastoupil jako střídající hráč v utkání Interu se Sassuolem (výhra 3:1). Svůj první gól v dresu Interu vstřelil v posledním kole při výhře 4:3 nad Empoli.
Svůj stý zápas v Serii A odehrál 12. května 2018 při prohře 1:2 se Sassuolem.
Dne 9. února 2020 se Brozović stal kapitánem Interu v Derby della Madonnina proti AC Milán a skóroval při vítězství 4:2. Na konci sezóny 2019/20 byl zařazen do základní jedenáctky finálového utkání Evropské ligy proti Seville a asistoval Diegu Godínovi u druhého gólu Interu. Přesto Sevilla získala trofej po vítězství 3:2 nad Nerrazzuri.
S Interem se roku 2021 stal vítězem italské Serie A. Pro Inter to byl první ligový titul od sezóny 2009/10, čímž ukončil devíti sezónní vítěznou sérii Juventusu. Titul byl zároveň Brozovićovou první trofejí s Nerrazzuri.
Dne 27. srpna 2021 se Brozović při ligovém vítězství 3:1 nad Hellasem Verona dočkal svého 200. utkání v Serii A a stal se tak prvním Chorvatem, kterému se to podařilo. V roce 2022 vyhrál Brozović s Interem italský fotbalový pohár.
Dne 10. června 2023 byl Brozović kapitánem Interu ve finále Ligy mistrů 2023 a stal se tak prvním Chorvatem, který vedl tým ve finále Ligy mistrů. Inter však ve finále prohrál s Manchesterem City 1:0.

### Al-Nassr
Na konci června 2023 souhlasil Brozović s přestupem do saúdského klubu Al-Nassr FC. Chorvatský fotbalista podepsal smlouvu platnou do června 2026. Inter za Brozoviće získal 23 milionů eur.

## Reprezentační kariéra
V chorvatské fotbalové reprezentaci debutoval v roce 2014, odehrál v ní 74 zápasů a vstřelil sedm branek. Startoval na mistrovství světa ve fotbale 2014, kde chorvatský tým vypadl v základní skupině, na mistrovství Evropy ve fotbale 2016, kde skončil v osmifinále, a na mistrovství světa ve fotbale 2018, kde Chorvaté získali stříbrné medaile. Po šampionátu převzal se svými spoluhráči Řád knížete Branimira. Následně startoval na Mistrovství Evropy ve fotbale 2020 a na Mistrovství světa ve fotbale 2022 získal s chorvatským týmem bronzovou medaili. 

## Úspěchy
- Sestava sezóny Evropské ligy UEFA – 2019/20[31]